# Jean Dufaux

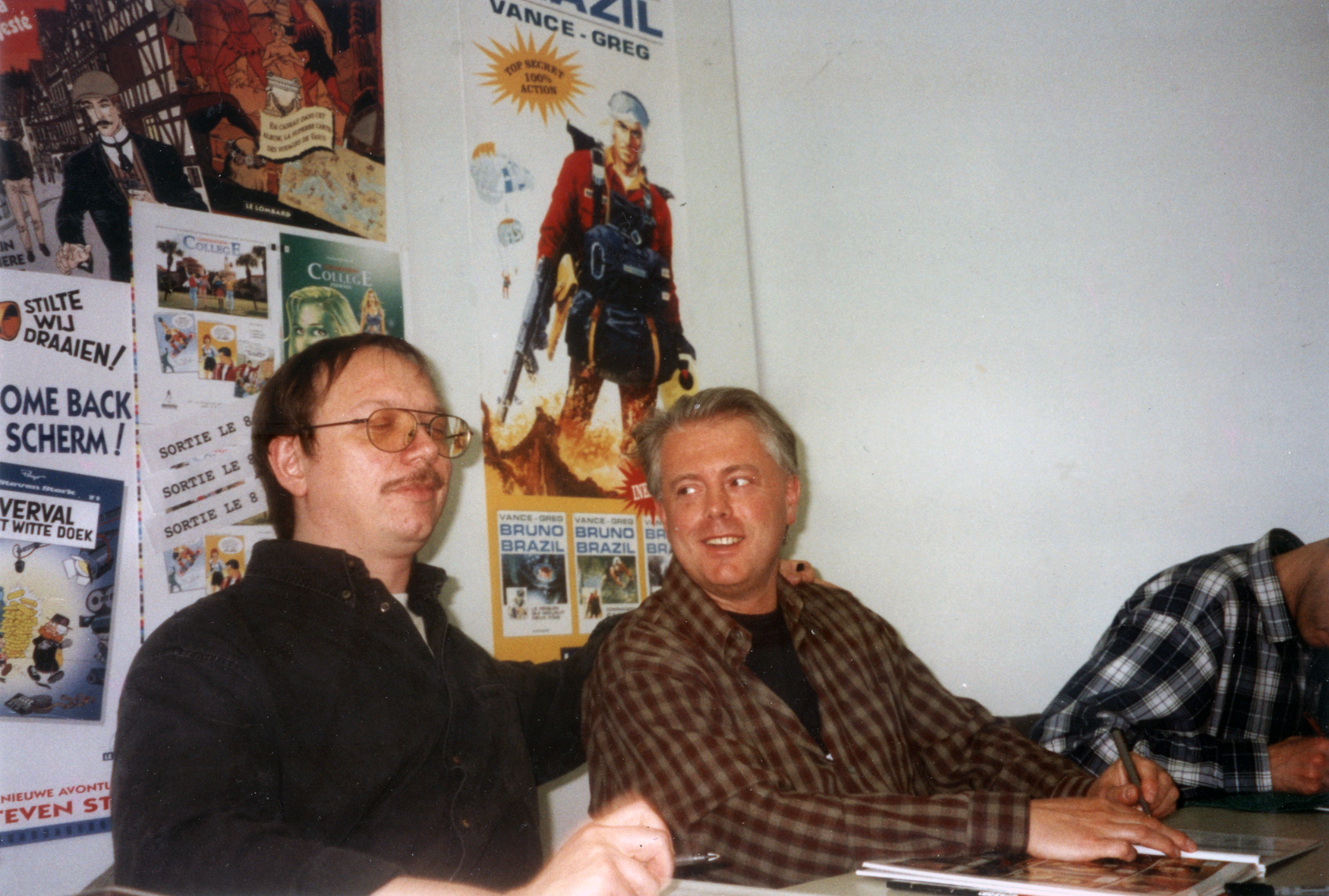
Jean Dufaux (rechts, 1996)

Jean Dufaux (* 7. Juni 1949 in Ninove) ist ein belgischer Comicautor.

## Leben und Werk
Nach einem Studium der Filmwissenschaft am Institut des Arts de Diffusion in Brüssel arbeitete Dufaux zunächst als Journalist, bevor er in den späten 1980er Jahren mit dem Schreiben von Comicszenarios begann. Seine Themenwahl reicht dabei von historischen Szenarien (Murena – spielt im alten Rom zur Zeit Neros, Giacomo C. – im Venedig des Rokoko), die erotische Krimireihe Jessica Blandy, bis Fantasy (Das verlorene Land) und Science-Fiction (Samba Bugatti). Ebenfalls aus seiner Feder stammt die Fantasy-Agentenserie Niklos Koda, die zwischen 1999 und 2017 bei Le Lombard erschien.
Dufuax arbeitete im Laufe seiner Karriere mit verschiedenen Zeichnern wie Griffo, Grzegorz Rosiński, Philippe Adamov, Ana Miralles und Philippe Delaby zusammen.
Für die Serie Blake und Mortimer schuf Jean Dufaux eine Fortsetzung von Das Gelbe M in zwei Bänden:
- Die Septimus-Welle (2013), gezeichnet von Aubin Frechon (unter dem Namen Antoine Aubin) und Étienne Schréder[3]
- Der Ruf des Moloch (2020), gezeichnet von Christian Cailleaux und Étienne Schréder